# 野村拓海
野村 拓海（のむら たくみ、1997年8月7日 - ）は、日本の男子バドミントン選手。聖ウルスラ学院中・高出身。

## 経歴
中高では浅原大輔とペアを組み、2012年の全国中学校大会で準優勝。
2015年の全国高校総体では奥山晃輔 / 山下恭平を破って準優勝。
大学卒業後に日立情報通信エンジニアリングに入社。同所属同い年の霜上雄一とペアを組む。
同年11月のジャパン・マスターズでは、男子ダブルス2回戦で、世界ランク10位の李哲輝 / 楊博軒を破って番狂わせを起こした。